# اولکساندریفسک
اولکساندریفسک (به روسی: Олександрівськ) شهری است در استان لوهانسک که در کشور اوکراین قرار دارد. جمعیت این شهر ۶,۴۲۷ (۲۰۲۱ تخمینی) است.

## نگارخانه

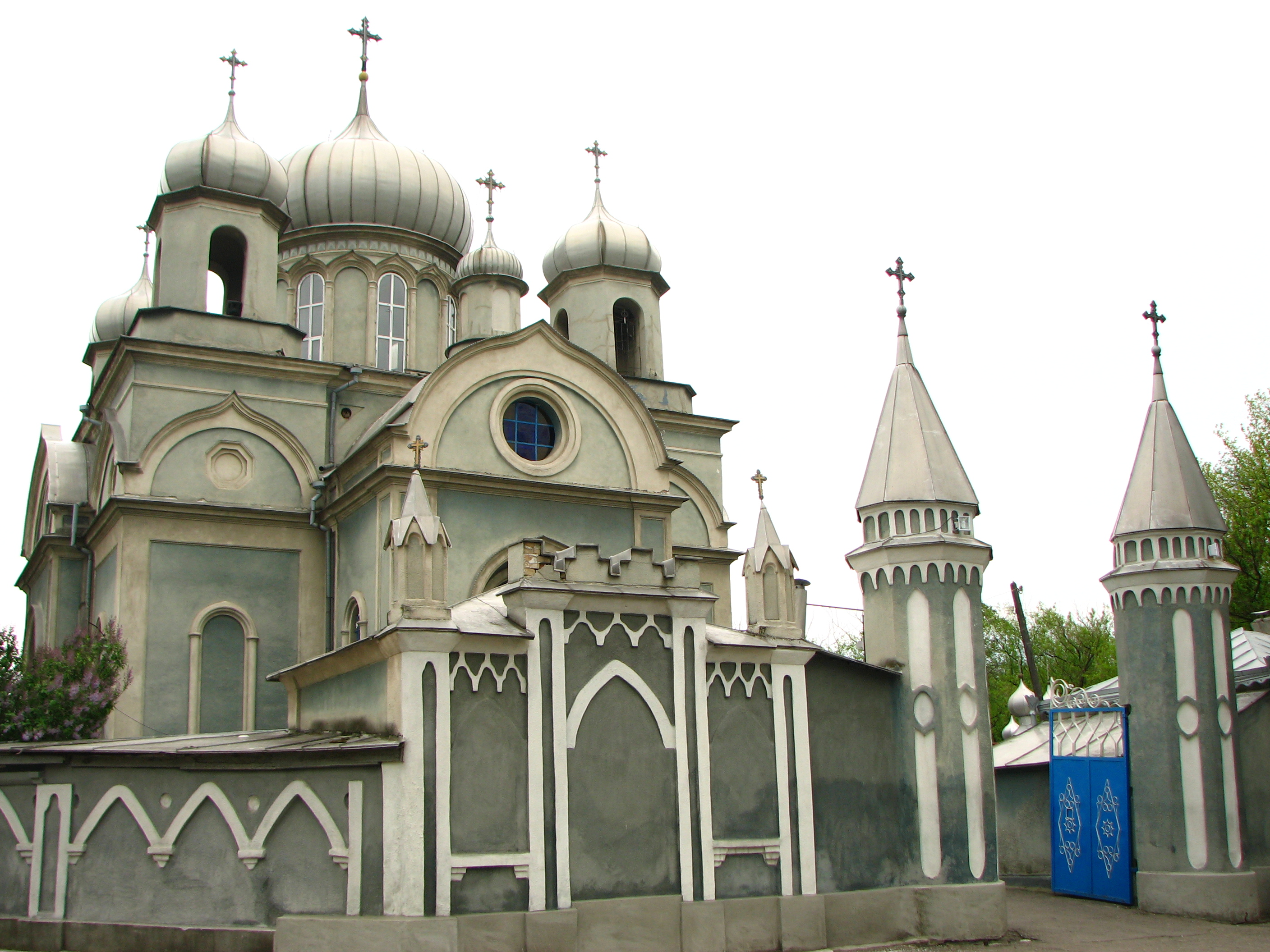
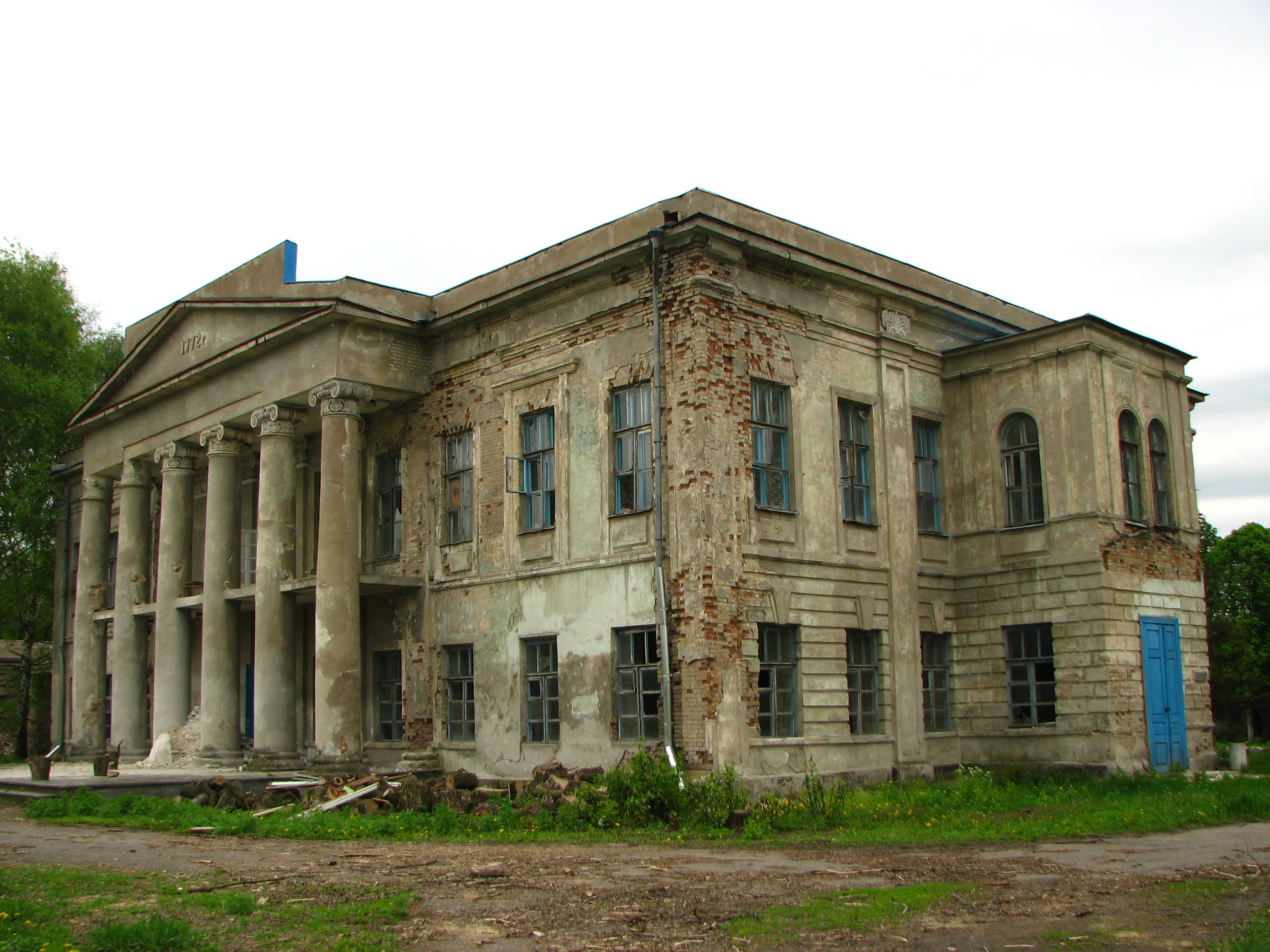